# Éden (Stargate)
Pour les articles homonymes, voir Faith.
Éden est le treizième épisode de la première saison de la série télévisée Stargate Universe.

## Résumé
T.J se réveille avec son alarme et se prépare à aller travailler. Matthew Scott se rase. Nicholas Rush trébuche dans la salle de commande, voulant retourner travailler en dépit des conseils de Lisa Park et d’Adam Brody. Leur première tâche est de réparer la navette à la suite du combat contre les aliens. Brody soude une grande plaque de métal à la partie endommagée de la coque. Everett Young vient voir Rush, qui ne va pas très bien à la suite de son opération. Young explique qu’il a ordonné aux militaires de se réconcilier avec les civils, et qu’il est en train d’essayer de faire la même chose avec Rush.
Le Destinée sort de VSL, et Young ordonne à Scott de préparer une équipe pour passer le vortex de la porte si nécessaire. Rush remarque que cette zone de l’espace est vide s’il se réfère au journal de bord du vaisseau. Brody, capable de voir ce qu’il y a dans l’espace à travers la fenêtre de la navette corrige Rush : il y a un système solaire tout proche. Ceci est étrange, car toutes les étoiles auraient dues être cartographiées au préalable par le vaisseau poseur de porte. Rush explique que le Destinée a été soumis en sortant de VSL à la gravité inattendue du système solaire (celui-ci n’étant pas cartographié), et cela a changé sa course, et qu’il faudra quatre semaines pour la corriger, et pour retourner en VSL. Il y a également une planète qui orbite autour du soleil, de plus celle-ci est habitable.
Les analyses de l’étoile révèlent que c’est une étoile de type G2, comme le Soleil de la Terre, âgée de seulement 200 millions d’années. Ceci semble étonnant, car une étoile si jeune ne devrait pas avoir encore formé de système solaire, et encore moins une planète habitable. Le fait qu’il n’y ait aucun problème avec le lien subspatial du vaisseau poseur de porte est étrange.
Une équipe est envoyée sur la planète pour l’explorer. T.J teste l’eau et la trouve pure. Ronald Greer trouve des arbres fruitiers où pousse une sorte de kiwi. Il en mange un contre les recommandations pour savoir si le fruit est comestible, et calmement il répond que c’est un très bon fruit. Scott fait son rapport à Young qui leur ordonne de retourner sur le vaisseau, en faisant une vue aérienne de la zone pendant leur retour. En faisant cela, l’équipe découvre un obélisque de 600 m, qui émet un champ électromagnétique de faible puissance, et dont les côtés montrent une sorte d'alphabet alien.
Pendant que l’on parle de l’obélisque, Rush pense que la planète et l’étoile furent construites artificiellement, ce qui signifie la présence d’extraterrestres très avancés. Rush recommande de retourner sur la planète pour collecter le plus de choses possible, et Young donne son accord.
À cause de la course du Destinée, la planète est à quelques heures de navette. Le destinée va s'en éloigner, tourner autour de l'étoile et revenir à portée de la planète quatre semaines plus tard. Une équipe est constituée pour passer le mois sur la planète. Scott, T.J, Greer et d’autres militaires en font partie avec une équipe scientifique. Chloe Armstrong se porte volontaire pour les rejoindre.
Sur la planète, Scott ordonne à tout le monde de faire un camp. Un conflit survient quand un des militaires donne l’ordre à un civil de creuser les toilettes. Dans un « esprit de coopération », Greer résout le problème en envoyant le militaire et le civil creuser les toilettes ensemble. Chloe rejoint l’équipe de T.J, en quête de nourriture et de plantes médicinales.
Sur le Destinée, Rush a la permission de renforcer les boucliers, ce qui permet à une équipe d'explorer une plus grande partie du vaisseau. Leurs recherches mènent à une sorte de robot. Young veut qu’il soit analysé, mais Rush a beaucoup d’autres choses à faire, et lui dit qu’il le fera par la suite. Pendant ce temps, Eli parle avec Camile Wray à propos de la planète. Elle pense qu’ils ont peut-être fait l'erreur de ne pas être allés sur la planète, alors qu’Eli pense le contraire. Young demande à Brody et Park de travailler sur la deuxième navette. Leur objectif est de la réparer pour qu’elle puisse fonctionner lors du retour de l’équipe.
Scott parle avec Caine, celui-ci pense que la planète a été placée ici pour eux, et que c’est un miracle. Pendant qu’elle cherche de la nourriture, Chloe entend des vomissements, et trouve T.J. Celle-ci lui révèle qu’elle n’est pas malade, mais enceinte. Plus tard, dans une discussion avec Scott, elle confirme que c’est l’enfant de Young. La nuit tombée, une lumière jaillit de l’obélisque et monte droit dans le ciel.
Scott parle à Young de la lumière, et avec le Destinée presque réparé, il leur ordonne de retourner dans le vaisseau. Cependant, quelques personnes souhaitent maintenant rester sur cette planète, T.J incluse, qui ne veut pas élever un bébé sur le Destinée. Scott lui parle de cela, ajoutant qu’il a l’intention de rester avec eux pour les protéger.
Young tient une réunion avec Rush et Wray. Wray dit que ceux qui veulent rester sur la planète ont le droit de rester, alors que Rush soutient catégoriquement qu’ils ne peuvent se permettre de perdre un membre de l’équipage alors que l'effectif réduit est déjà un problème. Il suggère d’utiliser la force pour les obliger à revenir, ce que Young trouve ironique dans la mesure où la mutinerie qu’ils ont essayé de faire n’a pas réussi. Young revoit Brody et Park, qui ont réussi à réparer en partie la deuxième navette. Il est probable que, si elle va sur la planète, elle n’en revienne pas.
Young emmène la navette sur la planète et se pose avec succès. Lorsqu'il retrouve les autres, il leur donne un ultimatum : ceux qui veulent rester auront accès à la navette endommagée, sans pouvoir quitter la planète mais pouvant servir comme abri et moyen de transport. Cependant, le personnel militaire doit revenir avec lui. S’ils n’acceptent pas, tout le monde revient par la force. Quand T.J proteste, Young lui dit qu’ils ne peuvent pas retourner sur Terre sans le Destinée. Caine ajoute que les aliens qui ont fait cette planète sont peut-être pacifiques et pourraient les aider, mais les paroles de Young restent inchangées. La plupart du personnel militaire écoute les ordres de Young. Il persuade T.J et Scott que l’équipage du vaisseau a plus besoin d’eux, que ceux qui resteront sur la planète. Tout le monde revient alors sans aucun incident.
Young parle à Rush, et lui dit qu’il est peiné car il n’a pas eu la chance de parler aux aliens qui ont créé le système solaire. Dans un couloir, Scott dit à Young qu’il pense qu’ils ont perdu la seule planète habitable qu’on a pu leur offrir. Young ne se sent pas capable de juger ce genre de chose. Ensuite, tout le monde passe du bon temps autour d'un festin cuisiné avec ce qui a été récolté sur la planète.

## Distribution
- Robert Carlyle : Dr. Nicholas Rush
- Justin Louis : Everett Young
- Brian J. Smith : Matthew Scott
- Elyse Levesque : Chloe Armstrong
- David Blue : Eli Wallace
- Alaina Huffman : Tamara Johansen
- Jamil Walker Smith : Ronald Greer
- Ming-Na : Camile Wray
- Julia Anderson : Vanessa James
- Patrick Gilmore : Dale Volker
- Jennifer Spence : Lisa Park
- Tygh Runyan : Caine

## Production

### Musique
La chanson intitulée "All My Days" de Alexi Murdoch est utilisée au milieu de l'épisode.